# Estádio Comendador Luiz Meneghel
O Estádio Comendador Luiz Meneghel, também conhecido como Estádio Vila Maria,[carece de fontes?] foi um estádio de futebol localizado na cidade de Bandeirantes, no estado brasileiro do Paraná.
Com capacidade para 8.000 pessoas, foi o local no qual o União Bandeirante Futebol Clube mandou as suas partidas até 2006. Depois, recebeu as partidas do Bandeirante Esporte Clube e do União Futebol Clube, times amadores da cidade.

## História
Construído em 1964 pelos irmãos Serafim e Paulo Antônio Meneghel, sua denominação foi uma homenagem ao patriarca da família, Luiz Meneghel. A partida do União Bandeirante contra o Santos Futebol Clube, disputada em 1972, registrou o recorde de público do estádio, que ultrapassou em pouco a sua capacidade oficial de 8 mil lugares.
Em 2006, após o fim do União Bandeirante, a família arrendou o local para clubes amadores e a realização de shows, até que em junho de 2015 o imóvel foi leiloado para pagamento de dívidas trabalhistas de funcionários do citado clube.